# Josep Sabatés i Estaper
Josep Sabatés i Estaper (Moià, Moianès, 1825 - Barcelona, 20 de gener de 1876), prevere, compositor, mestre de capella i organista.

## Biografia
Fou fill de Josep Sabatés i de Francesca Estaper, ambdós de Moià.
Fou organista de la Parròquia de Nostra Senyora del Pi de Barcelona. Va ser una persona molt acreditada i distingida en la seva professió.
Va morir al seu domicili del carrer Bou de la Plaça Nova de Barcelona. Als seus funerals es va interpretar una missa que ell havia compost.

## Obra
- Antifona. / al patriarca Sn José / a tres voces / por / Dn José Sabatés Pbro
- Letrillas á Maria por José Sabates. Orgª